# Diane Alexis Whipple
Diane Alexis Whipple (ur. 21 stycznia 1968 w Princeton, zm. 26 stycznia 2001 w San Francisco) – amerykańska zawodniczka lacrosse oraz trenerka na uczelni w Stanach Zjednoczonych, śmiertelna ofiara brutalnego ataku psów. Proces w tej sprawie był medialny i stał się przedmiotem opracowań prawniczych.

## Życiorys
Diane Whipple urodziła się w Princeton w stanie New Jersey. Wychowywała się w Manhasset w stanie Nowy Jork na Long Island. Tam też uczyła się w szkole średniej. Przez większość życia była wychowywana głównie przez dziadków. Od najmłodszych lat była utalentowaną sportowczynią. W czasie nauki w szkole średniej, a później w Penn State, dwukrotnie była członkinią drużyny U.S. Women's Lacrosse World Cup.
Później Whipple przeniosła się do San Francisco i w 1996 zakwalifikowała się do drużyny olimpijskiej USA w biegu na 800 m. Nie wzięła jednak udziału w próbach olimpijskich. Zamiast tego została trenerką lacrosse w Saint Mary's College of California w Moraga w Kalifornii
W chwili śmierci Whipple mieszkała w Pacific Heights w San Francisco z partnerką Sharon Smith.

## Atak na Whipple i śmierć
W dniu 26 stycznia 2001, podczas powrotu do domu z zakupami spożywczymi, będąc w korytarzu jej budynku mieszkalnego, Whipple została zaatakowana przez dwa psy. Osoba je wyprowadzająca, adwokatka Marjorie Fran Knoller, wyprowadzała psy z mieszkania, które dzieliła z mężem, również adwokatem, Robertem Edwardem Noelem. Psy wymknęły się spod jej kontroli i zaatakowały przechodzącą akurat obok Whipple.
Właściciel psów, Paul Schneider, był wysoko postawionym członkiem gangu więziennego Aryan Brotherhood, który odsiadywał wyrok dożywocia w więzieniu stanowym Pelican Bay. Schneider i jego kolega z celi, Dale Bretches, próbowali założyć w więzieniu nielegalną firmę zajmującą się walkami psów Presa Canario. Początkowo poprosili znajomą Janet Coumbs i hodowcę Hard Times Kennel o wychowanie odpowiednich psów podczas ich pobytu w więzieniu. Wbrew radom Kolbera Coumbs trzymała psy na łańcuchu w odległym zakątku farmy, co spowodowało, że stały się jeszcze bardziej agresywne. Po tym jak Coumbs wypadł z łask Schneidera, adwokaci Noel i Knoller zgodzili się przejąć psy. Zapoznali się ze Schneiderem podczas pracy jako prawnicy więźniów. Kilka dni przed okaleczeniem Whipple adoptowali Schneidera (wówczas 38-letniego). Psy rasy Presa Canario były duże – Bane, większy, ważył 140 funtów (64 kg), Hera była mniejsza.
Tuż przed atakiem Knoller zabierał psy na dach. Bane i prawdopodobnie Hera (jej rola w okaleczeniu nigdy nie została ostatecznie ustalona) zaatakowały Whipple w korytarzu. Kobieta doznała łącznie 77 ran na każdej części ciała z wyjątkiem skóry głowy i stóp. Sąsiad, który usłyszał krzyki Whipple, zadzwonił pod numer 911. Whipple zmarła kilka godzin później w San Francisco General Hospital w wyniku "utraty krwi z powodu licznych urazów (rany po ugryzieniu przez psa)".
Bane został poddany eutanazji natychmiast po ataku. Hera została przejęta przez innych właścicieli, a w styczniu 2002 poddana eutanazji.
W nabożeństwie żałobnym Whipple w St. Mary's College, które odbyło się w czwartek 1 lutego 2001, wzięło udział ponad 400 osób.

## Postępowanie sądowe
W marcu 2001 ława przysięgłych wystosowała oskarżenia. Knoller została oskarżona o morderstwo drugiego stopnia i nieumyślne spowodowanie śmierci, Noel o nieumyślne spowodowanie śmierci.
Na rozprawie Knoller twierdziła, że próbowała bronić Whipple'a podczas ataku, jednak świadkowie zeznali, że Knoller i Noel wielokrotnie odmawiali kontroli nad psami. Profesjonalna wyprowadzaczka psów zeznała, że po tym, jak powiedziała Noelowi, aby założył kaganiec na psy, ten kazał jej się "zamknąć" i ją zwyzywał. Ostatecznie ława przysięgłych uznała zarówno Noela, jak i Knoller za winnych nieumyślnego zabójstwa i posiadania złośliwego zwierzęcia, które spowodowało śmierć człowieka, a Knoller za winną morderstwa drugiego stopnia. Wyrok opierał się na argumencie, że oskarżeni wiedzieli, iż psy są agresywne w stosunku do innych ludzi i nie podjęli wystarczających środków ostrożności. To, czy rzeczywiście szkolili psy do ataku i walki, pozostało niejasne.
Mimo że ława przysięgłych uznała Knoller winną morderstwa drugiego stopnia, sędzia procesowy James Warren pzowolił na nowy proces. Sędzia uważał, że by wyrok był zasadny, należało udowodnić, że Knoller działała z premedytacją i wiedziała, że zabranie psa na spacer wiązało się z dużym prawdopodobieństwem spowodowania śmierci człowieka. Ostatecznie Knoller 15 lipca 2002 została skazana na 4 lata więzienia za nieumyślne zabójstwo mniejszej wagi.
Po skazaniu Knoller i Noela w 2002 stanowe stowarzyszenie prawne zawiesiło ich licencje na wykonywanie zawodu. Knoller zrezygnowała z adwokatury w styczniu 2007. Noel został pozbawiony prawa wykonywania zawodu w lutym 2002, a 14 września 2003 został zwolniony z więzienia. Zmarł w 2018.
W maju 2005 stanowy sąd apelacyjny uchylił decyzję o nowym procesie o morderstwo drugiego stopnia dla Knoller. Sąd apelacyjny orzekł, że złośliwe morderstwo nie wymagało wiedzy o wysokim prawdopodobieństwie śmierci, raczej jedynie świadomego lekceważenia poważnych obrażeń ciała ofiary. Sąd apelacyjny zwrócił sprawę do sądu niższej instancji, aby ponownie rozpatrzył wniosek Knoller o nowy proces. Knoller odwołała się od decyzji sądu apelacyjnego do Sądu Najwyższego Kalifornii.
W dniu 1 czerwca 2007 Sąd Najwyższy Kalifornii odrzucił decyzję Sądu Apelacyjnego i orzekł, że dorozumiane morderstwo ze złośliwością wymagało dowodu, że oskarżona działała ze "świadomym lekceważeniem" niebezpieczeństwa dla życia ludzkiego. Sąd uznał, że standard sądu próbnego dla morderstwa ze złośliwością (który wymagał wysokiego prawdopodobieństwa śmierci) był zbyt surowy, a standard sądu apelacyjnego (który wymagał tylko poważnych obrażeń ciała, a nie niebezpieczeństwa dla życia ludzkiego) był zbyt szeroki. Sąd Najwyższy przekazał sprawę sądowi procesowemu do ponownego rozważenia, czy pozwolić na utrzymanie wyroku skazującego za morderstwo drugiego stopnia w świetle tego nowego rozumowania. Sąd Najwyższy w San Francisco przywrócił wyrok skazujący za morderstwo drugiego stopnia, a 22 września 2008 sąd skazał Knoller na 15 lat do dożywocia.
Knoller odwołała się od decyzji sądu. W dniu 23 sierpnia 2010 Sąd Apelacyjny Pierwszego Dystryktu jednogłośnie podtrzymał wyrok skazujący Knoller, stwierdzając, że działała ona ze świadomym lekceważeniem życia ludzkiego, gdy pies zerwał się ze smyczy i zabił Whipple'a. Sąd Najwyższy Kalifornii odmówił rozpatrzenia odwołania od tej decyzji. Knoller odbywa karę w Valley State Prison for Women w Chowchilla.
7 lutego 2019 komisarze kalifornijscy odrzucili pierwszy wniosek Knoller o zwolnienie warunkowe. Będzie mogła ponownie ubiegać się o zwolnienie warunkowe w 2022.
Partnerce Whipple, Sharon Smith, udało się pozwać Knollera i Noela o 1 500 000 dolarów odszkodowania cywilnego. Sąd Najwyższy w San Francisco orzekł w lipcu 2001, że Smith była uprawniona do wniesienia pozwu jako partnerka Whipple na podstawie Klauzuli Równej Ochrony, wbrew argumentowi obrony, że partnerka tej samej płci i nie związana małżeństwem z ofiarą nie ma prawa tak uczynić. Smith przekazała część pieniędzy Saint Mary's College of California, aby sfinansować kobiecą drużynę lacrosse.